# John I. Nolan
John Ignatius Nolan (ur. 14 stycznia 1874 w San Francisco, zm. 18 listopada 1922 tamże) – amerykański polityk, członek Partii Republikańskiej.

## Działalność polityczna
W okresie od 4 marca 1913 do śmierci 18 listopada 1922 przez pięć kadencji był przedstawicielem 5. okręgu wyborczego w stanie Kalifornia w Izbie Reprezentantów Stanów Zjednoczonych.
Jego małżonką była Mae Nolan.